# Иида, Такако
Такако Иида (яп. 飯田高子, англ. Takako Iida; р. 3 февраля 1946, Ятоми, префектура Айти, Япония) — японская волейболистка, центральная блокирующая. Чемпионка летних Олимпийских игр 1976 года, чемпионка мира 1974.

## Биография
Волейболом Такако Иида начала заниматься в школе своего родного города Ятоми. Поступив в старшую школу Нагои выступала за местную команду «Тейджин Нагоя» вплоть до её роспуска в 1965 году. Затем играла за команду университета Тюкё, а в 1970 была принята в команду «Ясика» (Нагоя), в составе которой один раз становилась чемпионкой Японии и ещё четырежды — призёром японского национального первенства.
В 1966 и 1970—1976 Такако Иида выступала за сборную Японии, с 1973 являясь её капитаном. За эти года японская национальная команда на официальных международных соревнованиях ни разу не опускалась ниже 2-го места, а на чемпионате мира 1974 и Олимпийских играх 1976 выигрывала золотые награды. На континентальных же турнирах японские волейболистки и вовсе не имели себе равных. После победы на монреальской Олимпиаде-1976 Иида завершила игровую карьеру.

### Клубная карьера
- …—1965 —  «Тейджин Нагоя» (Нагоя);
- 1965—1970 —  Университет Тюкё (Нагоя);
- 1970—1976 —  «Ясика» (Нагоя).

## Достижения

### Клубные
- чемпионка Японии 1973;
  - серебряный (1972) и 3-кратный бронзовый (1971, 1974, 1975) призёр чемпионатов Японии.

### Со сборной Японии
- Олимпийская чемпионка 1976;
  - серебряный призёр Олимпийских игр 1972.
- чемпионка мира 1974;
  - серебряный призёр чемпионата мира 1970.
- серебряный призёр розыгрыша Кубка мира 1973.
- 3-кратная чемпионка Азиатских игр — 1966, 1970, 1974.
- чемпионка Азии 1975.

### Индивидуальные
- 1971: по итогам чемпионата Японии вошла в символическую сборную.
- 1972: по итогам чемпионата Японии вошла в символическую сборную и признана лучшей блокирующей.
- 1973: по итогам чемпионата Японии вошла в символическую сборную и признана лучшим игроком и лучшей блокирующей.
- 1974: по итогам чемпионата Японии вошла в символическую сборную и признана лучшей нападающей и блокирующей.
- 1975: по итогам чемпионата Японии вошла в символическую сборную и признана лучшим игроком, лучшей нападающей и блокирующей.